# Doug Bernier
Douglas Howell Bernier (né le 24 juin 1980 à Santa Maria, Californie, États-Unis) est un ancien joueur de champ intérieur de la Ligue majeure de baseball.

## Carrière
Ancien joueur de baseball des Golden Eagles de l'université Oral Roberts, Doug Bernier n'est jamais repêché par un club de la Ligue majeure de baseball. Il signe cependant avec les Rockies du Colorado un premier contrat professionnel le 12 juin 2002. Après six années en ligues mineures, il fait ses débuts dans le baseball majeur avec les Rockies le 17 juin 2008. Il ne joue cependant que deux matchs pour Colorado et est blanchi en 4 passages au bâton. 
Bernier termine la saison 2008 avec les Sky Sox de Colorado Springs, le club-école des Rockies avec qui il évoluait depuis l'année précédente, puis quitte l'organisation. Il est ensuite bloqué en ligues mineures durant plusieurs années, évoluant pour les Yankees de Scranton/Wilkes-Barre (affiliés aux Yankees de New York) en 2009, les Indians d'Indianapolis (affiliés aux Pirates de Pittsburgh) en 2010, puis à Scranton/Wilkes-Barre à nouveau en 2011 et 2012. 
Mis sous contrat l'année suivante par les Twins du Minnesota, il effectue son retour dans les majeures avec cette équipe le 21 juillet 2013, plus de 5 ans après son dernier match au plus haut niveau. À son second match avec les Twins le 22 juillet 2013, Bernier réussit son premier coup sûr dans les majeures, un double aux dépens du lanceur Joe Blanton des Angels de Los Angeles. Après 33 matchs joués en 2013 pour Minnesota, au cours desquels il récolte 9 points marqués et 5 points produits et frappe pour ,226 de moyenne au bâton, Bernier évolue essentiellement en ligues mineures au cours des deux années suivantes, ne faisant que de rares apparitions avec les Twins. Il quitte le club après 46 matchs joués sur 3 saisons, de 2013 à 2015, comptant alors 15 coups sûrs, 12 points marqués, 7 points produits et une moyenne au bâton de ,231 pour Minnesota.
Il est mis sous contrat par les Rangers du Texas le 6 février 2016.